# Innungshaus der Gewandschneider

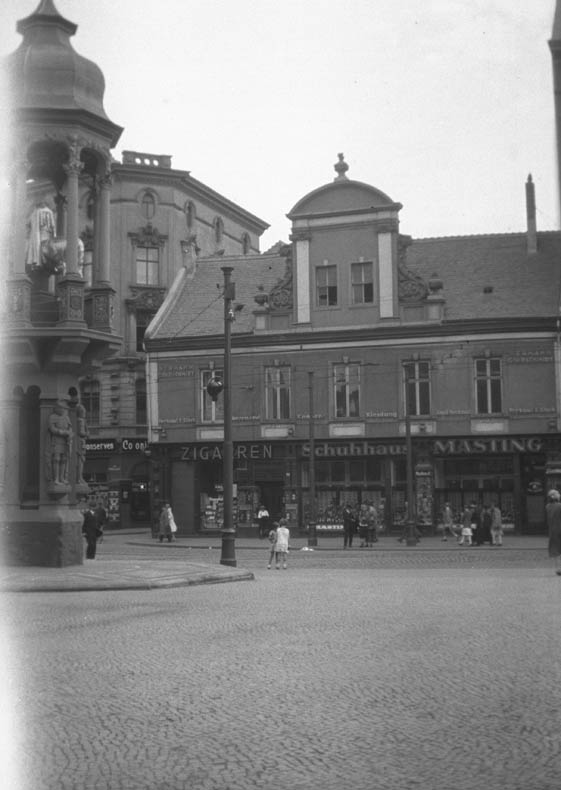
Innungshaus der Gewandschneider auf einer Aufnahme aus dem Jahr 1927

Das Innungshaus der Gewandschneider war ein Gebäude in Magdeburg im heutigen Sachsen-Anhalt. Es wurde während des Zweiten Weltkriegs zerstört und gilt als verloren gegangenes Baudenkmal.

## Lage
Es befand sich in der Magdeburger Altstadt auf der Südseite des Alten Markts an der damaligen Adresse Alter Markt 14 in einer Ecklage zur östlich auf den Alten Markt einmündenden Hartstraße. Westlich grenzte das Haus Zur Königsburg an.

## Geschichte
Es wird angenommen, dass das Grundstück bereits seit dem 12. Jahrhundert der Innung der Gewandschneider gehörte. Wohl aus dieser Zeit war bis in das 20. Jahrhundert hinein ein zur Hartstraße hin gelegenes Nebengebäude erhalten, das in den 1930er Jahren als ältestes erhaltenes Haus Magdeburgs genannt wurde. Das Erdgeschoss dieses Gebäudes bestand aus sehr dicken, auf die Romanik zurückgehende, schlichten Gewölben. Unter dem Haus befand sich ein zweigeschossiger Keller. In diesem Haus lagerten in der Vergangenheit die Vorräte an Stoff der Innungsmitglieder. Für 1645 ist für das Nebenhaus ein Bewohner, 1651 sind dann drei Bewohner verzeichnet.
Das eigentliche Innungshaus wurde erstmals im Jahr 1402 als neues Haus erwähnt, vermutlich war es in dieser Zeit neu errichtet worden. Eine weitere Erwähnung liegt aus dem Jahr 1425 vor. Bei der Zerstörung Magdeburgs im Jahr 1631 wurde auch das Innungshaus zerstört. Der genaue Zeitpunkt des Wiederaufbaus ist unklar. 1645 werden dann aber zwei Tuchläden im Gebäude genannt. Der Eckladen gehörte 1645 und 1671 dem Bürgermeister Johann Westphal, der andere dem Kämmerer Johann Lentke. In der Chronik Gottfried Gengenbachs aus dem Jahr 1678 wird das Haus als zweigeschossig, mit schönen Innenräumen und Gewölben beschrieben.
1689/90 diente der Saal des Hauses übergangsweise für Gottesdienste der Pfälzer Kolonie. 1695 gab es nur noch einen Laden, der Engelhart Ballhorn gehörte. Noch im Jahr 1701 verfügte das Haus über zwei Fachwerkgiebel, wurde dann jedoch Anfang des 18. Jahrhunderts umgebaut. Das Gebäude blieb bis zur Auflösung der Innung im Jahr 1808 im Eigentum der Innung. Dann wurde es von französischen Stellen beschlagnahmt und letztlich vom Königreich Westphalen an die Stadt Magdeburg gegeben. 1812 verkaufte es die Stadt an den Kaufmann Schropp. Im 19. oder 20. Jahrhundert wurde ein Ladengeschäft eingebaut.

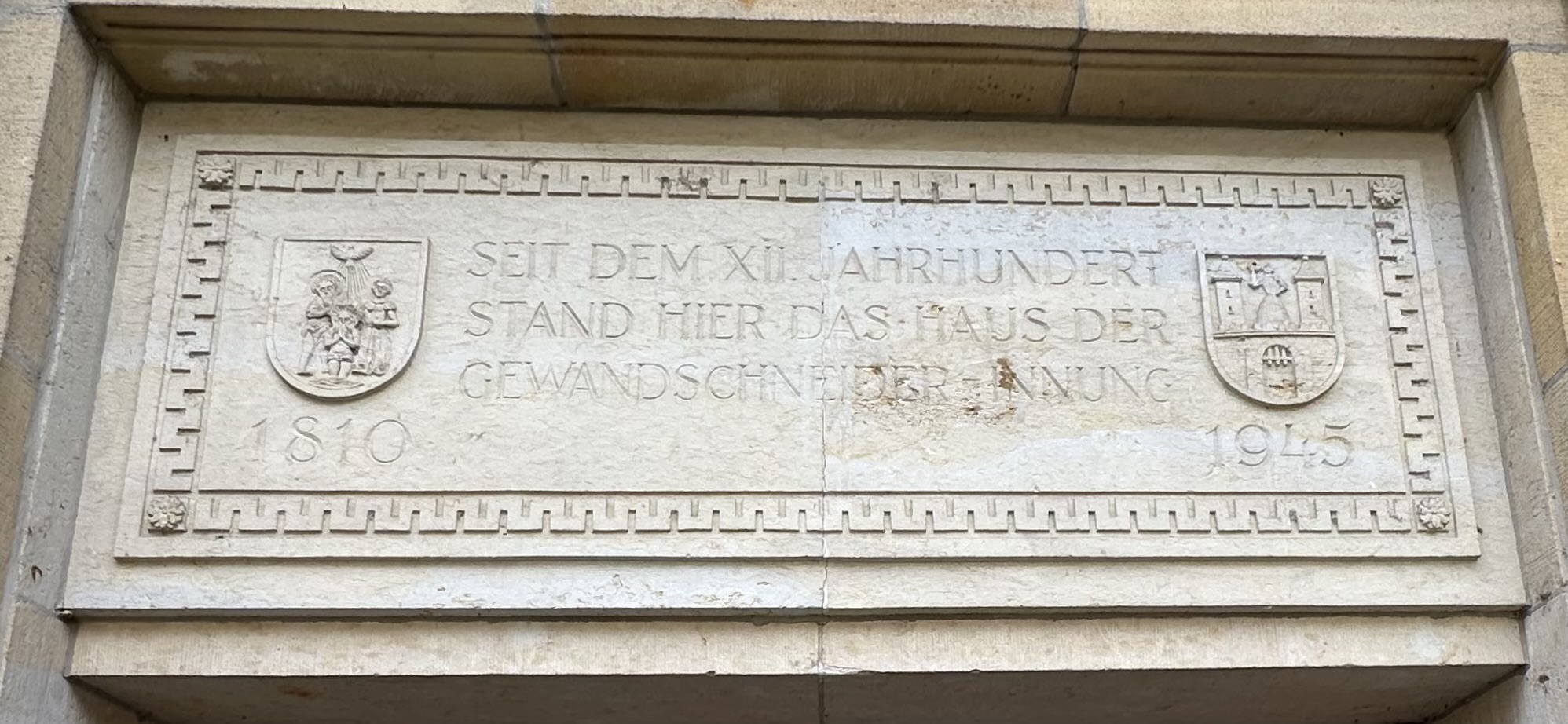
Hinweis auf das Innungshaus am Nachfolgebau, 2024

Während des Zweiten Weltkriegs wurde das Gebäude bei Luftangriffen zerstört. Nach der Zerstörung fanden archäologische Grabungen statt. Auf dem Grundstück wurde eine Abfallgrube mit Keramikfunden, überwiegend aus dem 12. und 13. Jahrhundert gefunden. Darüber hinaus wurden Reste von Kugeltöpfen aus der Zeit um das Jahr 1000 sowie dem 11. und 12. Jahrhundert, mit Bezug zum niedersächsischen Raum gefunden.
Heute befindet sich dort eine in der Nachkriegszeit entstandene neue Wohnbebauung. Über der Eingangstür des an der Stelle entstandenen Hauses Alter Markt 5 wurde ein großer Hinweis auf das Innungshaus der Gewandschneider integriert.

## Architektur
Die Fassade des zweigeschossigen Gebäudes war verputzt und fünfachsig ausgebildet, wobei die drei mittleren Achsen durch eine Putzgestaltung in Form eines flachen Risalits gestaltet waren. Oberhalb des Risalits thronte ein zweiachsiges Zwerchhaus. Das Zwerchhaus war von ionischen Pilastern gerahmt, die als Giebel einen Segmentbogen trugen. Auf dem Giebel befand sich eine Vase, beidseits des Zwerchhauses bestanden aus Blattwerk erstellte Voluten. Auch an den Ecken des Gebäudes waren Pilaster angebracht. Bedeckt war der Bau von einem Satteldach.
Zum Alten Markt hin war das Erdgeschoss noch in den 1870er Jahren in vier flachen Bögen geöffnet, die auf achteckigen Pfeilern ruhten. Die Wand auf der Rückseite des Hauses war in Fachwerkbauweise errichtet. Nord- und Ostseite waren hingegen in massiver Form errichtet. Die Fenstergewände wiesen, bis auf eines zur Hartstraße, karniesförmige Profile auf. Mittig oberhalb der Fenster war jeweils ein Keilstein angeordnet, der jedoch aus der aus Sandstein gefertigten Oberschwelle herausgearbeitet war und mit dieser eine Einheit bildete. Die Gestaltung lässt eine Entstehung dieser Elemente in der Zeit um 1700 vermuten. Die 1678 noch beschriebenen Gewölbe waren in den 1870er Jahren nicht mehr vorhanden.
Die Entstehungszeit des Kellers des Hauses wurde auf Ende des 12. Jahrhunderts bzw. das 13. Jahrhundert geschätzt.